# Председатель Московской городской думы
Председатель Московской городской думы — высшая должность в Московской городской думе. Согласно статье 37 Устава города Москвы, на должность председателя избирается лицо из числа депутатов путём тайного голосования.

## Полномочия Председателя Московской городской думы
Согласно статье 37 устава города Москвы, председатель Московской городской думы имеет следующие полномочия и обязанности:
- Отвечает за подготовку заседаний Московской городской Думы;
- Ведёт заседания Московской городской Думы, осуществляя предусмотренные Регламентом Московской городской Думы полномочия председательствующего;
- Созывает внеочередные заседания Московской городской Думы;
- Подписывает постановления, заявления, обращения и другие документы Московской городской Думы;
- Выполняет представительские функции;
- Выполняет иные функции в соответствии с федеральными законами, законами и иными нормативными правовыми актами города Москвы.
- В отсутствие Председателя Московской городской Думы его функции выполняет один из заместителей Председателя Московской городской Думы в соответствии с порядком, установленным Регламентом Московской городской Думы. По поручению Московской городской Думы или ее Председателя заместители Председателя Московской городской Думы могут выполнять иные функции.

## Список Председателей Московской городской думы
| № | Портрет | Имя                | Годы жизни           | Даты председательства                        | Партия                                         | Созыв    |
| - | ------- | ------------------ | -------------------- | -------------------------------------------- | ---------------------------------------------- | -------- |
| 1 |         | Владимир Платонов  | род. 24 декабря 1954 | 21 декабря 1994 года — 24 сентября 2014 года | Выбор России → Союз правых сил → Единая Россия | I - V    |
| 2 |         | Алексей Шапошников | род. 16 июня 1973    | С 24 сентября 2014 года                      | Единая Россия                                  | VI - VII |